# جو الحمار
جو الحَمّار منطقة عراقية ومنخفض في قضاء الفهود، في محافظة ذي قار، بجنوب العراق.